# Łapienki
Łapienki (biał. Лапенкі; ros. Лапенки) – część miasta Grodno na Białorusi.
W latach 1921–1939 wieś należała do gminy Hoża w ówczesnym województwie białostockim.
Według Powszechnego Spisu Ludności z 1921 roku wieś zamieszkiwało 258 osób, 254 było wyznania rzymskokatolickiego, 3 prawosławnego a 1 ewangelickiego. 257 mieszkańców deklarowało polską przynależność narodową a 1 inną. Było tu 45 budynków mieszkalnych.
Miejscowość należała do parafii św. Franciszka z Asyżu w Grodnie.
Wieś podlegała pod Sąd Grodzki i Okręgowy w Grodnie; najbliższy urząd pocztowy mieścił się w także w Grodnie.
24 kwietnia 2008 roku wieś Łapienki została przyłączona do Grodna.